# Người Pa Kô
Người Pa Kô hay người Pa Cô là một nhóm của dân tộc Tà Ôi - dân tộc thiểu số có vùng cư trú truyền thống là Miền Trung Việt Nam và Nam Lào. Theo nghĩa trong tiếng Tà Ôi thì "Pa" là phía, "Kô" là núi, tức là người bên núi .
Tại Việt Nam người Pa Kô chủ yếu sống ở các huyện Hướng Hóa, Đakrông tỉnh Quảng Trị, và A Lưới, thành phố Huế . Người Pa Kô chưa được coi là một dân tộc riêng mà đang được xếp vào dân tộc Tà Ôi trong Danh mục các dân tộc Việt Nam.
Tại Lào họ sống ở các muang (huyện) Sa Mouay tỉnh Saravan, và muang Nong tỉnh Savannakhet. Hai huyện này liền kề với huyện Hướng Hóa và Đakrông bên Việt Nam. Họ được coi là một dân tộc mà không xếp chung với người người Tà Ôi là dân tộc phổ biến ở vùng huyện Ta Oy .
Người Pa Kô nói tiếng Pa Kô, một ngôn ngữ trong ngữ chi Cơ Tu thuộc ngữ tộc Môn-Khmer của ngữ hệ Nam Á. Tiếng Pa Kô được Ethnologue riêng là một ngôn ngữ .

## Truyền thuyết

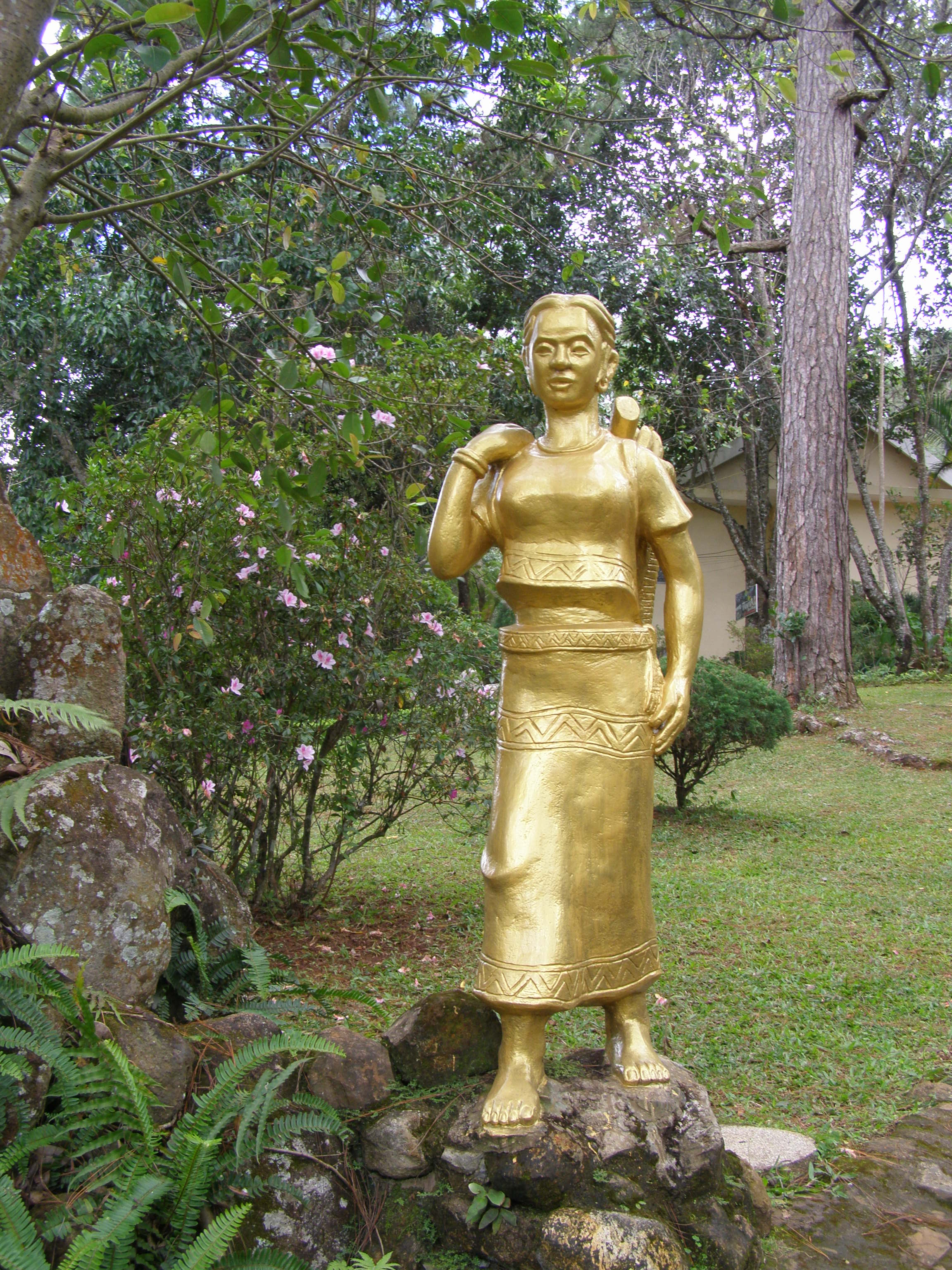
Tượng người Pa Kô ở Đà Lạt, năm 2013

Người Pa Kô vì thật thà nên bị thua trong cuộc thi xây thành, nên phải bỏ vùng đồng bằng đang sống để đến cư trú ở nơi đồi núi. Từ đời này sang đời khác, bên dải Trường Sơn. Vẫn lưu giữ bản sắc rất riêng với những câu chuyện ly kỳ và sinh hoạt độc đáo. Trong ký ức từ người trẻ đến những già làng Pa Kô đã sống qua hơn 100 mùa lúa đều có những câu chuyện về gốc tích của dân tộc mình.

## Đề án điều tra về công nhận dân tộc Pa Kô
Xuất phát từ nguyện vọng của người dân tộc Pa Kô muốn được công nhận là một dân tộc riêng, tỉnh Thừa Thiên Huế thực hiện đề án Bổ sung dân tộc Pa Kô vào danh mục các dân tộc Việt Nam. Đến thời điểm này, Ban dân tộc vừa hoàn thành khảo sát 8/12 xã có người dân tộc Pa Kô và 4/5 xã có người dân tộc Tà Ôi thuộc huyện A Lưới nhằm xác định nguồn gốc, sự ra đời và phát triển của dân tộc Pa Kô. Đồng thời, cuộc khảo sát này cũng làm rõ sự khác biệt giữa dân tộc Pa Kô với dân tộc Tà Ôi để đề xuất Nhà nước công nhận người Pa Kô là một dân tộc trong cộng đồng các dân tộc Việt Nam.
PGS.TS Trần Bình, Trưởng bộ môn Quản lý Văn hóa Dân tộc thiểu số thuộc Đại học Văn hóa Hà Nội cùng với các nhà khoa học ở Đại học Huế, các nhà quản lý văn hóa ở Huế và Quảng Trị đã nghiên cứu về nguồn gốc và những đặc trưng của tộc người Pa Kô ở Việt Nam. Câu chuyện về nguồn gốc của người Pa Kô đã được ông xác nhận. Sự khác biệt lớn nhất giữa người Pa Kô và các nhóm địa phương khác trong cùng dân tộc Tà Ôi :
"Mặc dù chúng ta xếp Pa Kô, Pa Hy thuộc dân tộc Tà Ôi nhưng văn hóa của họ có khác một chút. Ví dụ: về mặt ngôn ngữ, ngôn ngữ Tà Ôi với ngôn ngữ Pa Kô, Pa Hy khác nhau về mặt từ vị, âm điệu, thanh điệu. Về một số vấn đề khác: người Tà Ôi dệt rất giỏi, người Pa Kô không biết dệt. Tang ma của họ cũng khác. Văn nghệ cũng khác một chút. Về ngôn ngữ thì khác một chút, văn hóa khác một chút, không sao, vì đều sống ở vùng đấy cả. Nhưng mà, quan trọng là nguồn gốc. Người Tà Ôi có nguồn gốc từ cao nguyên Tà Ôi ở bên Lào".
Ngày nay, người Lào vẫn gọi người Pa Kô là Noọc. Ngôn ngữ của người Pa Kô và người Pa Đoal ở Myanmar có nhiều từ ngữ giống nhau. Những người già còn nhớ nhiều phong tục tập quán của cha ông, giống người Pa Đoal, không tìm thấy ở bất cứ tộc người nào sinh sống quanh đó, như: đeo một cái vòng đồng cuốn tròn ở cổ, tóc búi cao trên đầu xuyên bằng một cái trâm .

## Nhà cửa
Trước đây thường sống trong những nhà dài, trong đó gồm nhiều bếp, nhiều hộ gia đình, quây quanh một sân lớn được dùng cho các sinh hoạt chung của làng. Họ có lễ hội Ada, lễ hội ăn mừng lúa mới để tri ân mùa màng, để tạ ơn đất trời, nắng mưa, dông gió, sông suối, núi rừng, cây cối và cả ma quỷ.

## Văn hóa
Hoạt động bảo tồn văn hóa của người Pa Kô đang được nghệ nhân Kray Sức, cán bộ chuyên trách văn hóa xã Tà Rụt huyện Đakrông, Quảng Trị thực hiện, bao gồm sưu tầm, ghi chép, biên soạn 25 kịch bản múa cồng chiêng, nghi thức lễ hội, phong tục, tập quán, các làn điệu dân ca dân tộc Pa Kô .
Ông cũng viết đề án "Chỉ dẫn cho người Pa Kô đọc và viết ngôn ngữ của dân tộc mình". Trong đề án đó, ông sử dụng hệ chữ viết Latinh hóa để ghi tiếng nói ở vùng dân tộc Pa Kô .

## Những người Pa Kô có danh tiếng
| Tên         | Sinh thời | Hoạt động |
| ----------- | --------- | --- |
| Hồ Kan Lịch | 1943-...  | Nữ Anh hùng Lực lượng vũ trang nhân dân Việt Nam người dân tộc đầu tiên, được ca ngợi trong bài hát "Cô gái Pa Kô" của nhạc sỹ Huy Thục. Tên nguyên của bà là Kăn Lịch, sinh tại bản A Lê Nôc, nay thuộc thị trấn A Lưới, huyện A Lưới, tỉnh Thừa Thiên Huế . |
| Mai Hoa Sen | 1943-...  | Hiện sống tại xã Tà Rụt, huyện Đakrông, tỉnh Quảng Trị . Ông được công nhận là nghệ nhân ưu tú năm 2015. Ông là người chế tác các loại nhạc cụ dân tộc Pa Kô .                                                                                                |
| Kray Sức    | 1962-...  | Hiện sống tại xã Tà Rụt, huyện Đakrông, tỉnh Quảng Trị. Ông là nghệ nhân ưu tú năm 2015, thành viên hội văn học nghệ thuật tỉnh Quảng Trị. Ông có nhiều đóng góp cho việc bảo tồn và phát huy văn hoá dân tộc Pa Kô.                                          |